# Nathan Cicoria
Nathan Cicoria (* 2. September 1978) ist ein früherer kanadischer Skeletonsportler und Trainer.
Nathan Cicoria studierte Umweltwissenschaften an der University of Calgary. 1999 begann er mit dem Skeletonsport. Trainiert wurde er von Teresa Schlachter. Dem Nationalkader Kanadas gehörte er seit 2001 an. Seine ersten internationalen Rennen bestritt Cicoria schon 2000 im Rahmen des America’s Cup in Calgary, wo er schon in seinem ersten Rennen als Zweitplatzierter nur dem späteren Olympiasieger Duff Gibson unterlag. Ein Jahr später debütierte der Kanadier in Königssee im Weltcup und wurde in seinem ersten Rennen 27. 2002 schaffte er mit Rang vier auch sein bestes Ergebnis bei kanadischen Meisterschaften. Seinen größten Erfolg bei einer internationalen Meisterschaft schaffte Cicoria bei der Skeleton-Nordamerikameisterschaft 2003 in Park City, wo er hinter Zach Lund und Chad Omweg die Bronzemedaille gewann. Im Skeleton-America’s-Cup 2002/03 wurde er hinter Brian McDonald und vor Mike Cline Zweiter. Nach längerer Pause konnte er 2003 auch wieder im Weltcup starten. Mit Rang elf in Altenberg erreichte der Kanadier sein bestes Weltcup-Resultat. Letzte internationale Saison wurde der Weltcup 2004/05, im Gesamtweltcup wurde Cicoria hier 31. Nach der Saison wurde er Trainer. Bei den Olympischen Winterspielen 2006 in Turin war er Cheftrainer der kanadischen Skeletonfahrer. Danach wurde er Nationaltrainer Kanadas. Seit März 2011 ist er in Nachfolge von Matt Hindle als High Performance Director zudem für die kanadischen Bobfahrer zuständig.